# Рагнальд Олафссон (ум. 1249)
Рёгнвальд V Олафссон (Рагнвальд, Рагнальд или Реджинальд) (умер 30 мая 1249) — король Мэна и Островов из скандинавской династии Крованов (май 1249), второй сын Олафа Годредарсона Чёрного, короля Мэна и Островов (ум. 1237). После смерти в 1237 году Олафа Чёрного новым королём Мэна стал его старший сын Харальд Олафссон (1237—1248). Осенью 1248 года король Харальд Олафссон утонул в море на обратном пути из Норвегии на острова. В мае 1249 года новым королём Мэна и Островов был объявлен его младший брат Рангвальд.
Король Рёгнвальд Олафссон правил только несколько недель и был убит 30 мая 1249 года заговорщиками под руководством рыцаря Иварра. После его смерти королевский престол захватил его двоюродный брат Харальд Годредарсон (1249—1250).

## Исторический фон

Королевство Мэна и островов

Рёгнвальд (Рагнальд) был одним из трёх сыновей Олафа Годредарсона (Олава Чёрного), короля Мэна и Островов (умер в 1237) и принадлежал к норвежско-гэльской династии Крованов. Имя матери Рагнальда достоверно неизвестно. У Олафа Чёрного была две жены. Возможно, что его матерью была Кристина, дочь графа Росса Ферхара (ум. 1251) и вторая жена Олафа. Династия Крованов правила на острове Мэн и Гебридах с конца XI до середины XIII века. Королевство Островов состояло из Гебридских островов и острова Мэн. Правители островов, как правило, признавали верховную власть норвежской короны.
Члены династии Крованов вели длительную междоусобную борьбу за королевскую власть. Отец Рёнгвальда Олафссона, Олаф Чёрный, был младшим сыном Годреда Олафссона, короля Дублина и Островов (ум. 1187). Согласно Хроникам Мэна, ещё перед смертью в 1187 году Годред Олафссон видел своим наследником младшего сына Олафа. В момент смерти своего отца Олаф был ещё ребёнком, поэтому островные бароны избрали королём его старшего брата Рёнгвальда Годредарсона (ум. 1229). Рёнгвальд был старшим сыном покойного Годреда, но его матерью была наложница. В 1220-х годах между братьями Рёгнвальдом и Олафом началась борьба за королевский престол. Олаф Чёрный женился вторым браком на Кристине, дочери графа Росса Ферхара, что позволило ему получить военную помощь её отца. В 1226 году Олаф при поддержке жителей Мэна изгнал своего старшего брата Рёгнвальда и занял королевский престол. В 1229 году в решающей битве Рёнгвальд потерпел поражение от Олафа и был убит. Борьбу продолжил его единственный сын Годред Рагнальдссон (ум. 1231). В течение короткого времени в 1230/1231 году Олаф Годредарсон Чёрный и его племянник Годред Рагнальдссон совместно управляли королевством. В 1231 году после убийства Годреда (Гофрайда) Олаф Чёрный стал единоличным правителем Мэна и Островов до своей смерти в 1237 году.
Основным источником по истории королей династии Крованов служит Хроника Мэна, написанная в 1261/1262 году в аббатстве Рашен в правление короля Магнуса Олафссона (1252—1265).

## Родословная Рёгнвальда
| Годред II (ум. 1187) король Островов (1153-1156, 1164-1187) |                                                        |                                                        |                                                        |                                                        |                                                        |  |  |                                                         |                                                         |                                                         |                                                         |                                                         |                                                         |  |  |                                                         |                                                         |                                                         |                                                         |                                                         |                                                         |  |  |                                                          |                                                          |                                                          |                                                          |                                                          |                                                          |  |  |  |  |  |  |  |  |  |  |  |  |  |  |  |  |  |  |  |  |  |  |  |  |
|                                                             |                                                        |                                                        |                                                        |                                                        |                                                        |  |  |                                                         |                                                         |                                                         |                                                         |                                                         |                                                         |  |  |                                                         |                                                         |                                                         |                                                         |                                                         |                                                         |  |  |                                                          |                                                          |                                                          |                                                          |                                                          |                                                          |  |  |  |  |  |  |  |  |  |  |  |  |  |  |  |  |  |  |  |  |  |  |  |  |
|                                                             |                                                        |                                                        |                                                        |                                                        |                                                        |  |  |                                                         |                                                         |                                                         |                                                         |                                                         |                                                         |  |  |                                                         |                                                         |                                                         |                                                         |                                                         |                                                         |  |  |                                                          |                                                          |                                                          |                                                          |                                                          |                                                          |  |  |  |  |  |  |  |  |  |  |  |  |  |  |  |  |  |  |  |  |  |  |  |  |
| Рёгнвальд IV (убит в 1229) король Островов (1187-1226)      | Рёгнвальд IV (убит в 1229) король Островов (1187-1226) | Рёгнвальд IV (убит в 1229) король Островов (1187-1226) | Рёгнвальд IV (убит в 1229) король Островов (1187-1226) | Рёгнвальд IV (убит в 1229) король Островов (1187-1226) | Рёгнвальд IV (убит в 1229) король Островов (1187-1226) |  |  | Иварр                                                   | Иварр                                                   | Иварр                                                   | Иварр                                                   | Иварр                                                   | Иварр                                                   |  |  | Олаф III (умер в 1237) король Островов (1226-1237)      | Олаф III (умер в 1237) король Островов (1226-1237)      | Олаф III (умер в 1237) король Островов (1226-1237)      | Олаф III (умер в 1237) король Островов (1226-1237)      | Олаф III (умер в 1237) король Островов (1226-1237)      | Олаф III (умер в 1237) король Островов (1226-1237)      |  |  |                                                          |                                                          |                                                          |                                                          |                                                          |                                                          |  |  |  |  |  |  |  |  |  |  |  |  |  |  |  |  |  |  |  |  |  |  |  |  |
| Рёгнвальд IV (убит в 1229) король Островов (1187-1226)      | Рёгнвальд IV (убит в 1229) король Островов (1187-1226) | Рёгнвальд IV (убит в 1229) король Островов (1187-1226) | Рёгнвальд IV (убит в 1229) король Островов (1187-1226) | Рёгнвальд IV (убит в 1229) король Островов (1187-1226) | Рёгнвальд IV (убит в 1229) король Островов (1187-1226) |  |  | Иварр                                                   | Иварр                                                   | Иварр                                                   | Иварр                                                   | Иварр                                                   | Иварр                                                   |  |  | Олаф III (умер в 1237) король Островов (1226-1237)      | Олаф III (умер в 1237) король Островов (1226-1237)      | Олаф III (умер в 1237) король Островов (1226-1237)      | Олаф III (умер в 1237) король Островов (1226-1237)      | Олаф III (умер в 1237) король Островов (1226-1237)      | Олаф III (умер в 1237) король Островов (1226-1237)      |  |  |                                                          |                                                          |                                                          |                                                          |                                                          |                                                          |  |  |  |  |  |  |  |  |  |  |  |  |  |  |  |  |  |  |  |  |  |  |  |  |
|                                                             |                                                        |                                                        |                                                        |                                                        |                                                        |  |  |                                                         |                                                         |                                                         |                                                         |                                                         |                                                         |  |  |                                                         |                                                         |                                                         |                                                         |                                                         |                                                         |  |  |                                                          |                                                          |                                                          |                                                          |                                                          |                                                          |  |  |  |  |  |  |  |  |  |  |  |  |  |  |  |  |  |  |  |  |  |  |  |  |
| Годред III (убит в 1231) король Островов (1230/1231)        | Годред III (убит в 1231) король Островов (1230/1231)   | Годред III (убит в 1231) король Островов (1230/1231)   | Годред III (убит в 1231) король Островов (1230/1231)   | Годред III (убит в 1231) король Островов (1230/1231)   | Годред III (убит в 1231) король Островов (1230/1231)   |  |  | Харальд I (ум. 1248) король Мэна и Островов (1237-1248) | Харальд I (ум. 1248) король Мэна и Островов (1237-1248) | Харальд I (ум. 1248) король Мэна и Островов (1237-1248) | Харальд I (ум. 1248) король Мэна и Островов (1237-1248) | Харальд I (ум. 1248) король Мэна и Островов (1237-1248) | Харальд I (ум. 1248) король Мэна и Островов (1237-1248) |  |  | Рёгнвальд V (убит в 1249) король Мэна и Островов (1249) | Рёгнвальд V (убит в 1249) король Мэна и Островов (1249) | Рёгнвальд V (убит в 1249) король Мэна и Островов (1249) | Рёгнвальд V (убит в 1249) король Мэна и Островов (1249) | Рёгнвальд V (убит в 1249) король Мэна и Островов (1249) | Рёгнвальд V (убит в 1249) король Мэна и Островов (1249) |  |  | Магнус III (ум. 1265) король Мэна и Островов (1252-1265) | Магнус III (ум. 1265) король Мэна и Островов (1252-1265) | Магнус III (ум. 1265) король Мэна и Островов (1252-1265) | Магнус III (ум. 1265) король Мэна и Островов (1252-1265) | Магнус III (ум. 1265) король Мэна и Островов (1252-1265) | Магнус III (ум. 1265) король Мэна и Островов (1252-1265) |  |  |  |  |  |  |  |  |  |  |  |  |  |  |  |  |  |  |  |  |  |  |  |  |
| Годред III (убит в 1231) король Островов (1230/1231)        | Годред III (убит в 1231) король Островов (1230/1231)   | Годред III (убит в 1231) король Островов (1230/1231)   | Годред III (убит в 1231) король Островов (1230/1231)   | Годред III (убит в 1231) король Островов (1230/1231)   | Годред III (убит в 1231) король Островов (1230/1231)   |  |  | Харальд I (ум. 1248) король Мэна и Островов (1237-1248) | Харальд I (ум. 1248) король Мэна и Островов (1237-1248) | Харальд I (ум. 1248) король Мэна и Островов (1237-1248) | Харальд I (ум. 1248) король Мэна и Островов (1237-1248) | Харальд I (ум. 1248) король Мэна и Островов (1237-1248) | Харальд I (ум. 1248) король Мэна и Островов (1237-1248) |  |  | Рёгнвальд V (убит в 1249) король Мэна и Островов (1249) | Рёгнвальд V (убит в 1249) король Мэна и Островов (1249) | Рёгнвальд V (убит в 1249) король Мэна и Островов (1249) | Рёгнвальд V (убит в 1249) король Мэна и Островов (1249) | Рёгнвальд V (убит в 1249) король Мэна и Островов (1249) | Рёгнвальд V (убит в 1249) король Мэна и Островов (1249) |  |  | Магнус III (ум. 1265) король Мэна и Островов (1252-1265) | Магнус III (ум. 1265) король Мэна и Островов (1252-1265) | Магнус III (ум. 1265) король Мэна и Островов (1252-1265) | Магнус III (ум. 1265) король Мэна и Островов (1252-1265) | Магнус III (ум. 1265) король Мэна и Островов (1252-1265) | Магнус III (ум. 1265) король Мэна и Островов (1252-1265) |  |  |  |  |  |  |  |  |  |  |  |  |  |  |  |  |  |  |  |  |  |  |  |  |
| Харальд II, король Островов (1249-1250)                     |                                                        |                                                        |                                                        |                                                        |                                                        |  |  |                                                         |                                                         |                                                         |                                                         |                                                         |                                                         |  |  |                                                         |                                                         |                                                         |                                                         |                                                         |                                                         |  |  |                                                          |                                                          |                                                          |                                                          |                                                          |                                                          |  |  |  |  |  |  |  |  |  |  |  |  |  |  |  |  |  |  |  |  |  |  |  |  |

## Вступление на престол и гибель
В 1237 году после смерти короля Мэна Олафа Чёрного (1226—1237) королевский трон занял его старший сын Харальд Олафссон (1237—1248). Хроника Мэна сообщает, что вскоре после своего воцарения Харальд был отстранен от трона представителями норвежского короля Хакона Старого (ум. 1263). После неудачных попыток вернуть себе королевство Харальд Олафссон отправился в Норвегию, где провел около трех лет и добился прощения от короля Хакона Хаконарсона, который утвердил его на отцовском королевском троне. Сага о Хаконе Хаконарсоне сообщает, что в 1247 году король Мэна Харальд Олафссон вторично отправился в Норвегию, где зимой 1247/1248 года женился на Сесилии, внебрачной дочери Хакона Хаконарсона. Хроника Мэна и саги сообщают, что на обратном пути из Норвегии на родину осенью 1248 года король Мэна Харальд Олафссон и его жена Сесилия утонули к югу от Шетландских островов. Известия о гибели Харальда достигли Мэна только весной 1249 года. 6 мая того же года новым королём Мэна и Островов стал его младший брат Рёнгвальд Олафссон. Однако его правление был очень коротким и не продлилось один месяц. Уже 30 мая 1249 года король Рёнгвальд был убит. Тело Рёнгвальда Олафссона было похоронено в Рашенском аббатстве. После гибели Рёгнвальда королевский престол захватил его родственник Харальд Годредарсон, внук Рёгнвальда Годредарсона. Хроники Мэна называют убийцами Рёгнвальда рыцаря Иварра и его сторонников. Вероятно, этот Иварр был союзником Харальда Годредарсона.
В 1250 году норвежский король Хакон Старый, считавший Харальда Годредарсона узурпатором, вызвал его на суд в Норвегию, где лишили его титула и не разрешил ему вернуться на острова. В 1252 году новым королём Мэна стал Магнус Олафссон, младший брат Рёгнвальда и последний король из династии Крованов.